# Dawn Lundy Martin
Dawn Lundy Martin est une poétesse, essayiste et militante féministe afro-américaine.

## Biographie
Dawn Lundy Martin obtient une licence à l’université du Connecticut puis une maîtrise à l’université d’État de San Francisco. Elle soutient un doctorat de littérature à l’université du Massachusetts à Amherst. Elle a enseigné à l'université d'État de Montclair, à la New School et au Bard College.
En 2016, elle fonde, avec le poète Terrance Hayes, le  Center for African American Poetry and Poetics (CAAPP) à l’université de Pittsburgh, et est à l’origine de la Third Wave Foundation, organisation féministe aux États-Unis.
Elle est professeure d'écriture créative à l'université de Pittsburgh et co-directrice du Center for African American Poetry and Poetics.

## Prix et distinctions
- Prix de poésie May Sarton de l’Académie américaine des arts et des sciences[4], 2007
- Kingsley Tufts Poetry Awards, 2019[5],[6]

## Publications
- A Gathering of Matter : A Matter of Gathering, University of Georgia Press, octobre 2007, 72 p. (ISBN 978-0-8203-2991-8, lire en ligne)
- Discipline, Nightboat Books, mars 2011, 80 p. (ISBN 978-0-9844598-4-1)
- Life in a Box is a Pretty Life, Nightboat Books, février 2015, 104 p. (ISBN 978-1-937658-28-1)
- Good Stock Strange Blood, Coffee House Press, août 2017, 144 p. (ISBN 978-1-56689-471-5)
- Discipline  (trad. de l'anglais), Nantes, Joca Seria, janvier 2019, 68 p. (ISBN 978-2-84809-316-1)